# 名越健郎
名越 健郎（なごし けんろう、1953年（昭和28年） - ）は、日本のジャーナリスト。拓殖大学海外事情研究所客員教授。国際教養大学東アジア調査研究センター特任教授。元時事通信社外信部長。

## 人物
岡山県生まれ。1976年（昭和51年）　東京外国語大学ロシア語科卒業後、時事通信社入社。バンコク支局特派員、モスクワ支局特派員、ワシントン支局長、モスクワ支局長、外信部長、仙台支社長を務めた後、2011年（平成23年）に退社。
2012年（平成24年）、拓殖大学海外事情研究所教授。国家基本問題研究所客員研究員も務める。
著書「北方領土の謎」で、北方領土問題について択捉島や国後島の地域紙などロシア側の資料を翻訳した。

## 家族
- 父 - 名越二荒之助（保守の論客、高千穂商科大学教授ほか）[8]。
- 妹 - 高草真知子（廣池学園（麗澤大学ほか）講師）

## 著書
- 『メコンのほとりで』 中公新書、1987年7月
- 『クレムリン秘密文書は語る 闇の日ソ関係史』 中公新書、1994年10月
- 『ジョージ・ブッシュの華麗なユーウツ』 新潮社 ラッコブックス、2001年2月
- 『ジョークで読む国際政治』 新潮新書、2008年3月
- 『独裁者プーチン』 文春新書、2012年5月
- 『北方領土の謎』 海竜社、2016年11月
- 『北方領土はなぜ還ってこないのか　安倍・プーチン日露外交の誤算』 海竜社、2019年10月
- 『秘密資金の戦後政党史　米露公文書に刻まれた「依存」の系譜』 新潮選書、2019年12月
- 『ジョークで読む世界ウラ事情』 日経プレミア新書、2021年5月
- 『ゾルゲ事件80年目の真実』 文春新書、2024年11月

共著・訳書ほか
- 編訳『独裁者たちへ!!―ひと口レジスタンス459』 講談社＋α文庫、1996年2月
- ジェイムズ・A・ホート『世紀末宗教戦争マップ』杉山文彦・佐藤伸行共訳、時事通信社、1996年6月
- 木村汎・布施裕之と 『「新冷戦」の序曲か―メドベージェフ・プーチン双頭政権の軍事戦略』 北星堂書店、2008年12月
- トーエ・シンメ・画、監修『まんがでわかるウラジーミル・ウラジーミロヴィチ・プーチン』 イースト・プレス、2017年9月
- 『ゾルゲ・ファイル 1941-1945　新資料が語るゾルゲ事件』名越陽子共訳、みすず書房、2022年10月

アンドレイ・フェシュン編、旧ソ連・赤軍情報本部のゾルゲ機密文書を訳・解説